# Сосновый Бор (Бокситогорский район)
Сосновый Бор — деревня в Ефимовском городском поселении Бокситогорского района Ленинградской области.

## История
Согласно X-ой ревизии 1857 года:

КОБЕЛЕВО — деревня, принадлежит Мамаеву: хозяйств — 5, жителей: 22 м. п., 27 ж. п., всего 49 чел.

По земской переписи 1895 года:

КОБЕЛЕВО — деревня, крестьяне бывшие Мамаева: хозяйств — 14, жителей: 45 м. п., 36 ж. п., всего 81 чел.

В конце XIX — начале XX века деревня административно относилась к Соминской волости 1-го земского участка 3-го стана Устюженского уезда Новгородской губернии.

КОБЕЛЕВА — деревня Кобыльского сельского общества, число дворов — 18, число домов — 25, число жителей: 55 м. п., 50 ж. п.; Занятие жителей: лесные заработки. Тихвинский почтовый тракт. Колодцы. (1910 год)

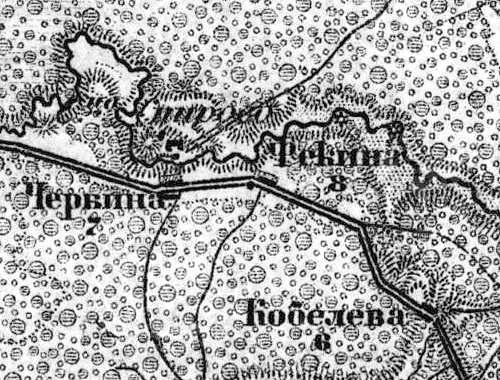
Деревня Сосновый Бор на карте 1917 года

Согласно военно-топографической карте Новгородской губернии издания 1917 года деревня называлась Кобелева и состояла из 6 крестьянских дворов.
С 1917 по 1918 год деревня Кобелево входила в состав Тарантаевской волости Тихвинского уезда Новгородской губернии.
С 1918 года, в составе Череповецкой губернии.
С 1924 года, в составе Соминской волости Устюженского уезда.
С 1927 года, в составе Спировского сельсовета Ефимовского района.
В 1928 году население деревни составляло 168 человек.
По данным 1933 года деревня называлась Кобелево и входила в состав Соминского сельсовета Ефимовского района.
С 1954 года, в составе Заголодненского сельсовета.
С 1 мая 1959 года, в составе Соминского сельсовета. С 1 ноября 1959 года деревня Кобелево учитывается областными административными данными, как деревня Сосновый Бор.
В 1959 году указом Президиума Верховного Совета РСФСР деревня Кобелево переименована в Сосновый Бор.
С 1965 года, в составе Бокситогорского района.
По данным 1966, 1973 и 1990 годов деревня Сосновый Бор также входила в состав Соминского сельсовета.
В 1997 году в деревне Сосновый Бор Соминской волости проживали 12 человек, в 2002 году — 13 человек (все русские).
В 2007 году в деревне Сосновый Бор Ефимовского ГП проживали 7 человек, в 2010 году — 10, в 2015 году — 4, в 2016 году — 5 человек.

## География
Деревня расположена в центральной части района на автодороге А114 (Вологда — Новая Ладога).
Расстояние до административного центра поселения — 16 км.
Расстояние до ближайшей железнодорожной станции Ефимовская — 21 км.

## Демография
| 1997 | 2002 | 2007 | 2010 | 2017 |
| ---- | ---- | ---- | ---- | ---- |
| 12   | ↗13  | ↘7   | ↗10  | ↘4   |